# Polyalthia shendurunii
Espèce
Statut de conservation UICN

 EN B1+2c : En danger
Polyalthia shendurunii est une espèce de plantes à fleurs de la famille des Annonaceae. Elle est endémique de l'état du Kerala en Inde. Elle a été reclassifiée du genre Polyalthia vers Monoon.

## Publication originale
- Rheedea 4(1): 21-23, f. a-h. 1994.